# Вологез (трак)
Вологез е тракийски жрец от племето беси.
В образа на жрец е предаден от известните ни римски исторически личности. Поради създадения политически конфлик от Рим прочутото в древността светилище на Дионис сменя собственика и преминава от ръцете на бесите в ръцете на одрисите. Това изостря до краен предел и без това влошените междуплеменни отношения, в резултат на което през 15 г. пр. Хр. Вологез повежда бесите на упорита 4-годишна борба. Римският политик Пизон в периода 12 – 10 г. пр. Хр. води успешна война срещу бесите, помагайки на Реметалк I. При второто въстание през 11 г. пр. Хр. въстанието било разбито и част от бесите изселени на север в земите на гетите.
Днес от позицията на политическия опонент на Пизон – Цицерон, можем да видим как един хуманен политик критикува зверствата и безпринципността на Рим, който не жали средства, за да бъдат покорени чрез братоубийство траките. В речта на Цицерон Рабокент е представен като бески първенец, но тъй като бесите са най-многобройното тракийско племе след одрисите, всъщност става въпрос за техния династичен водач или цар. Негов наследник е Вологез. От къде съдим за това, ще стане ясно по-късно. Във въстанието Вологез отмъстил за неправдата и убил младия цар Раскупорис, синът на Реметалк.
Името на Вологез съчетава елементите на жречески и царски ранг. В етимологичен аспект то произлиза от името на жертвеното животно с тракийско име – βóλινθος ‘див бик, бизон’. Сведения за него ни дава самият Аристотел. Според Аристотел това животно се среща в Месапийската планина, която разделя страната на пеонците от тази на тракийското племе меди. От контекста следва, че думата βóλινθος е тракийска. Така първият корен на името носи ясно своите тракийски корени. Думата е свързана и с корени на гръцки думи като βουβάλι – бивол и βοσ – вол. Вторият корен е gaesas. Този корен е известен в древността с тракийските имена Сурагетес, Гетас и божествените епитети на Аполон. От всички негови прозвища заслужават внимание ARCHE′GETES (Archêgetês), като водач и протектор на колониите и основател на градовете, HEBDOMA′GETES (Hebdomagetês) като Аполон в качеството му на покровител на числото седем, MOIRA′GETES (Moiragetês) за Аполон като водач на мойрите – богините на съдбата, MUSA′GETES за Аполон като водач на музите. В тази връзка корена gaetas се превежда като цар, управител, водач. Ето защо с помощта на етимологията и семантиката на името ние разкриваме, че историческото лице Вологез не е само жрец на бизоните – вероятно инкарнация на властта с този животински образ, но и същински цар по смисъла на социално-икономическа власт на това понятие. Това ни дава безспорно ценна информация за сливането на властите в едно лице при бесите и е пример за върховенството на властите.
Характерното име на Вологез е интервокализацията на б/в. Първата известна историческа личност засвидетелствана от римляните е именно тракийския Вологез, което ясно и категорично ни дава право безусловно да приемаме тракийския произход на името, въпреки съмненията за иранския произход на името, изразени от Sorin Olteanu (Сорин Олтяну) и наличието на по-късни 6 партански царе с това име. Все пак позицията на Olteanu е правилна в посоката на разкриване на общите черти между тракийския и иранския езици в качеството им на общи членове в индоевропейското езиково семейство.
Първото в историята сведение за инскрипцията на името Вологез ни дава римския историк Dio Cassius, живял в Битиния и вероятно повлиян от историческите сведения за династията на партанските царе с тази фамилия. За конкретната дифтонгова инскрипция Βουλογαίσης ни свидетелства и самия Дио Касий.
Семантично името се превежда като „цар, водач на бизоните“. Възможно е така да са се наричали в древността войните на племето беси, известни от древността като военнолюбиви и страшни противници.
Някои ираноезични езикови асоциации дават основание gaesis да има и значение на къдрокос и да се отнася за космите на главата но това не намалява, а само още веднъж засилва основното значение на „главен, водещ“: kaića-/gaića- „коса на главата“ (Skt. kéśa-, YAv. gaēsu – „къдрава коса“, gaēsu – „къдрокос“ Pers. gis, gisu „букла, кичур, къдрица, женска коса“). От тази гледна точка възможно е името да е Вологез зооантропоморфно. Въпреки тези точни съобразно лингвистичната база разчитания, можем да преведем името и с езиковата на база на тракийската лексика – голямото разнообразие на втората коренова съставка в тракийския език създава затруднения: gaise като сияние дава семантичен израз на името като „сиянието на вола“, което е безсмислено словосъчетание, а geistas – желан дава семантиката на името в нов non sense „желан вол“.